# Билз, Карлайл
Карлайл Смит Билз (англ. Carlyle Smith Beals, 1899—1979) — канадский астроном.

## Биография
Родился в Кансо (Новая Шотландия), окончил Университет Акадия в 1919. Продолжал образование в университетах Торонто и Лондона. В 1926—1927 работал в Университете Акадия, в 1927—1964 — в Астрофизической обсерватории в Виктории (Британская Колумбия), с 1946 — её директор. С 1946 — руководитель всех канадских правительственных обсерваторий. Внёс большой вклад в развитие астрофизических и геофизических исследований в Канаде и оснащение канадских обсерваторий современным оборудованием.
Основные труды в области спектроскопии звёзд и межзвёздного вещества. Детально исследовал спектры звёзд типов Вольфа — Райе и P Лебедя, новых звёзд. Показал, что наблюдаемые особенности спектров этих нестационарных звёзд обусловлены истечением вещества с их поверхности. Разработал классификационную схему спектров звёзд Вольфа — Райе и построил для них шкалу температур, основанную на интенсивностях эмиссионных линий. Выполненные Билзом исследования интенсивностей и лучевых скоростей межзвёздных линий натрия и кальция имели большое значение для понимания поведения межзвёздного вещества и межзвёздного поглощения света. В 1936 обнаружил у некоторых звёзд сложную структуру межзвёздных линий, свидетельствующую о существовании нескольких поглощающих облаков между звездой и Солнцем. На территории Канады открыл и исследовал ряд древних кратеров, образовавшихся в результате падения крупных метеоритов.
В его честь назван кратер на Луне и астероид № 3314.

## Членство в организациях
- Канадское королевское общество
- Лондонское королевское общество

Президент Канадского королевского астрономического общества (1952) и Американского астрономического общества (1962—1964).

## Награды и премии
- Золотая медаль Канадского королевского общества (1957),
- медаль Леонарда Американского метеоритного общества (1966),
- Призовая лекция Петри Канадского астрономического общества (1971).